# Wit and Mirth, or Pills to Purge Melancholy
Wit and Mirth: Or Pills to Purge Melancholy è una grande collezione di canzoni di Thomas D'Urfey, pubblicate fra il 1698 ed il 1720, che nella sua edizione definitiva in sei volumi, conteneva più di mille canzoni e poemi. La collezione ebbe inizio con un singolo volume compilato e pubblicato da Henry Playford che era succeduto a suo padre John Playford come il più importante editore musicale del periodo. Nei due decenni successivi, Pills andò sempre più ingrandendosi fino a raggiungere i cinque volumi; nel 1719 Thomas D'Urfey riordinò il materiale, aggiungendo altri pezzi, realizzando una nuova edizione, sempre in cinque volumi, con il titolo Songs Compleat, Pleasant and Divertive, pubblicata da Jacob Tonson. I volumi I e II erano costituiti interamente da canzoni (solo testi, senza musica) di D'Urfey. L'edizione andò esaurita in poco tempo e nella riedizione D'Urfey cambiò il titolo in Wit and Mirth: Or Pills to Purge Melancholy. Aggiunse poi il sesto volume nel 1720.

## Ultima versione
Nel 1920 William Giles Whittaker pubblicò "North Country Folk Song set for unaccompanied voices: Words from D'Urfey's "Pills to purge Melancholy". Nel 1956 Ed McCurdy registrò "When Dalliance Was In Flower (and Maidens Lost Their Heads) Vol 1". Questa è trattata in maniera molto più folk di quella realizzata successivamente da Will Holt. Tre anni dopo venne proposta "Son of Daliance". Nel 1959 Will Holt pubblicò un album con 10 canzoni intitolato "Pills To Purge Melancholy" (Stinson SLP78). Le canzoni sono trattate come canzoni d'autore con accompagnamento di chitarra e flauto. Le parole sono tutte intelligibili ed il testo è licenzioso. Nel 1966 Gerald Cockshutt orchestrò 10 canzoni per una suite chiamata "Maddermarket Suite".
Nel 1968 S.A.J. Bradley pubblicò "Sixty Ribald Songs From Pills to Purge Melancholy: Sixty Songs with Music". Quest'opera venne poi incisa da molti cantanti folk. Nel 1990 City Waites registrò "Pills To Purge Melancholy" (26 canzoni) e quindi nel 1995 "Bawdy Ballads of Old England". In questo caso soltanto poche delle canzoni proposte erano provenienti dalla collezione di D'Urfey. Nel 2000 Hesperus registrò l'album "My Thing Is My Own: Bawdy Songs of D'Urfey" e nel 2007 venne pubblicata una collezione di 364 pagine.